# اچ‌ام‌اس جرویس (اف۰۰)
اچ‌ام‌اس جرویس (اف۰۰) (به انگلیسی: HMS Jervis (F00)) یک کشتی بود که طول آن ۳۵۶ فوت (۱۰۹ متر) بود. این کشتی در سال ۱۹۳۸ ساخته شد.